# Vizsoly
Vizsoly ist eine ungarische Gemeinde im Kreis Gönc im Komitat Borsod-Abaúj-Zemplén.

## Geografische Lage
Vizsoly liegt in Nordungarn, ungefähr 45 Kilometer nordöstlich des Komitatssitzes Miskolc, 10 Kilometer südwestlich der Kreisstadt Gönc, am linken Ufer des Flusses Hernád. Nachbargemeinden sind Korlát, Vilmány, Novajidrány und Hernádcéce.

## Geschichte
Der Name der Ortschaft taucht 1215 erstmals als Vislu oder Visili auf. Im Mittelalter war die Ortschaft meistens im Besitze de einzelnen Platine des Königreich Ungarns. 
In der zweiten Hälfte des 16. Jahrhunderts übten der Oberste Landesrichter Ungarns (ungarisch országbíró) Stephan Báthory de Ecsed (* 1555, † 1605) und dessen Ehefrau Euphrosina Homonnay geb. Drughet die Landeshoheit in Vizsoly aus. Da beide die Reformation förderten, ließen sie in Vizsoly eine Druckerei errichten mit dem Hintergedanken, hier Bücher der Reformation zu drucken. 
Im Jahre 1588 eröffnete der aus Polen stammende Buchdrucker Bálint Mantskovits hier eine Buchdruckerei. In dieser Offizin wurde die erste von Gáspár Károlyi übersetzte ungarische Bibel in einer Auflage von 700 Exemplaren gedruckt. Die Erstauflage erschien im Juli 1590.
Ein von etwa 20 erhaltenen Exemplaren befindet sich in der reformierten Kirche von Vizsoly, die nach 1960 renoviert wurde und an die auch ein kleines Bibelmuseum angeschlossen ist.

## Sehenswürdigkeiten
- Bálint-Mantskovit-Büste
- Getreidespeicher (magtár), erbaut im 18. Jahrhundert
- Griechisch-katholische Kirche Istenszülő elhunyta, erbaut 1901
- János-Kálvin-Büste
- Molnár-Albert-Szenczi-Büste
- Reformierte Kirche
- Römisch-katholische Kirche Keresztelő Szent János születése, erbaut 1799

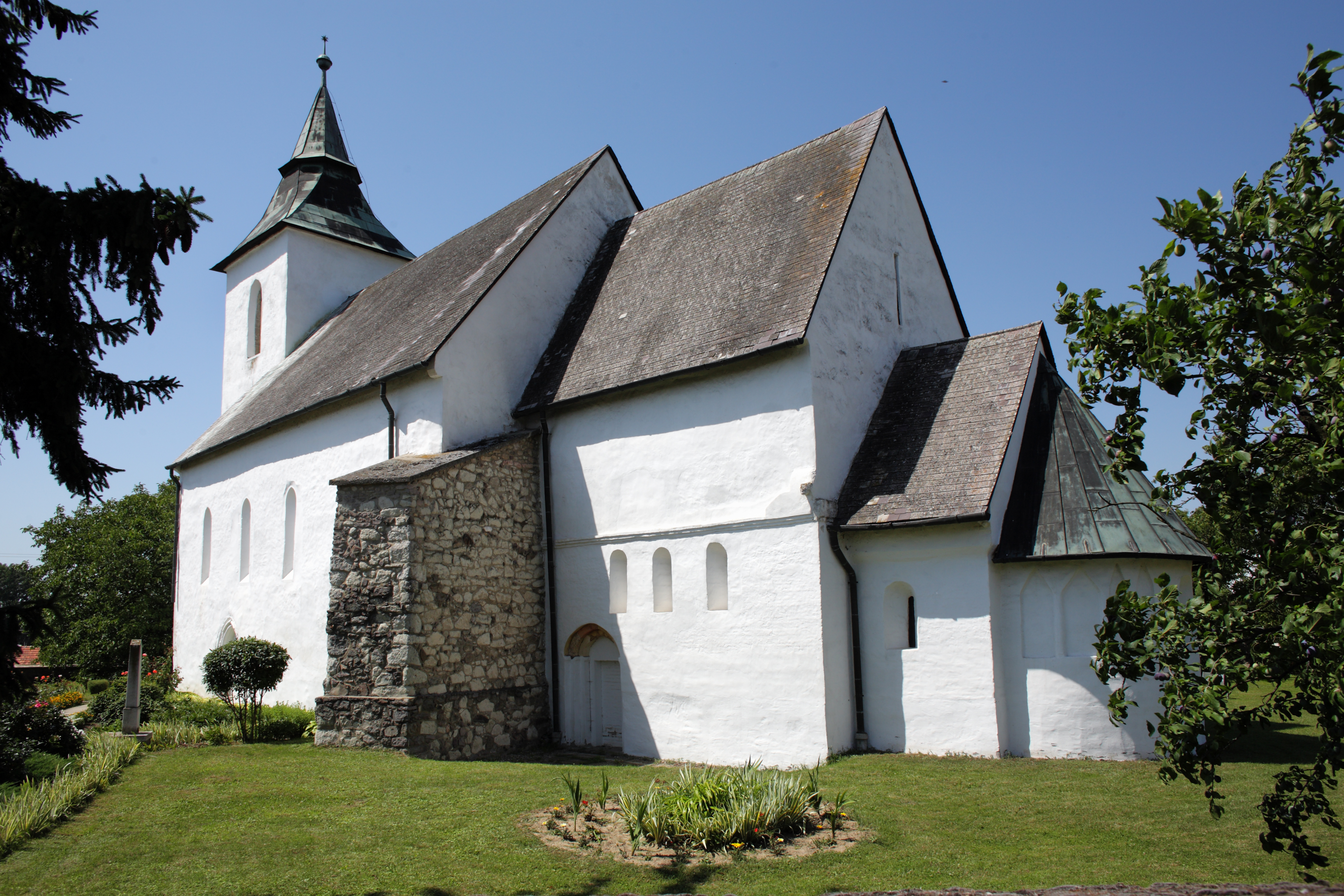
Reformierte Kirche
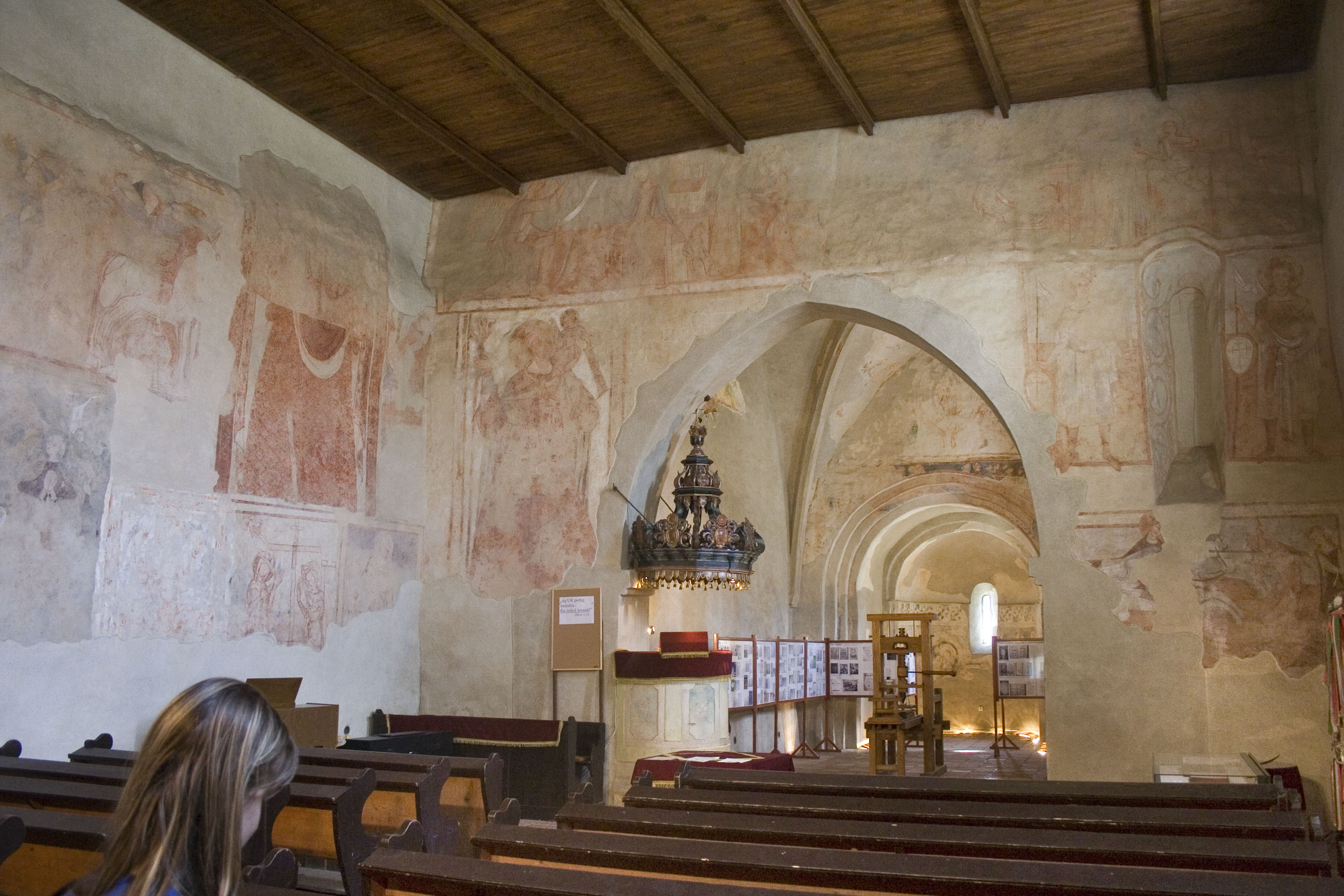
Innenraum der reformierten Kirche
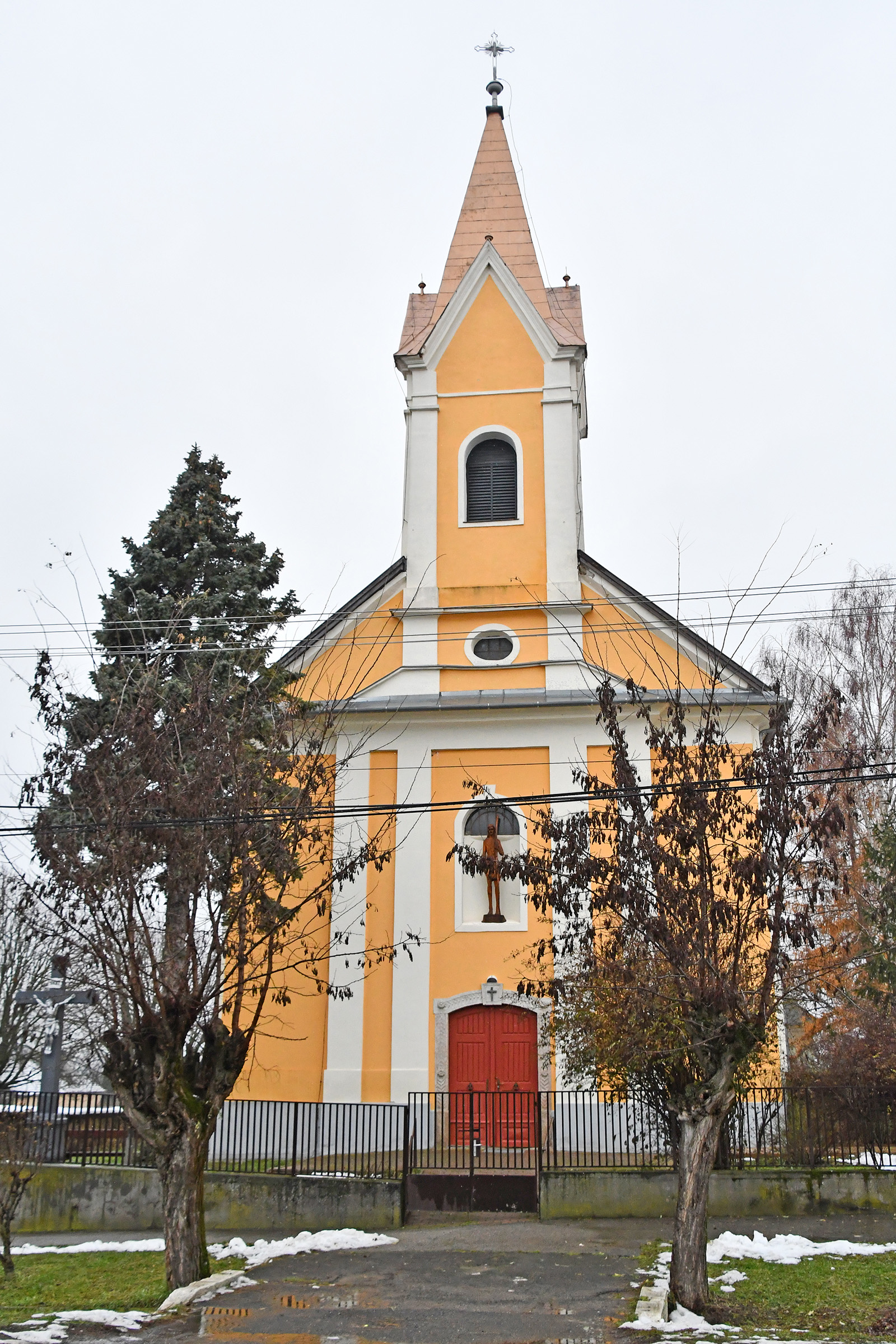
Römisch-katholische Kirche Keresztelő Szent János születése
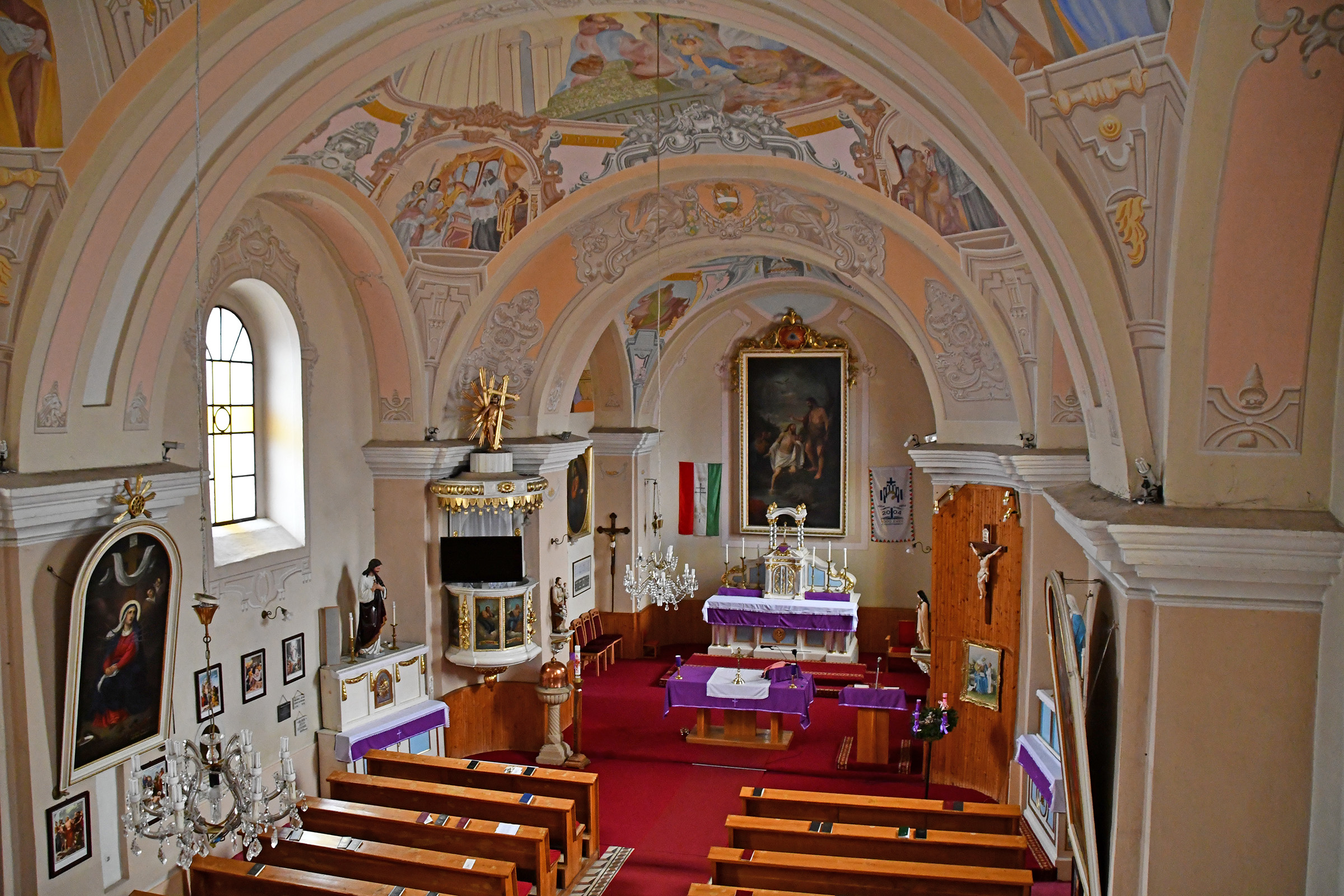
Innenraum der römisch-katholischen Kirche
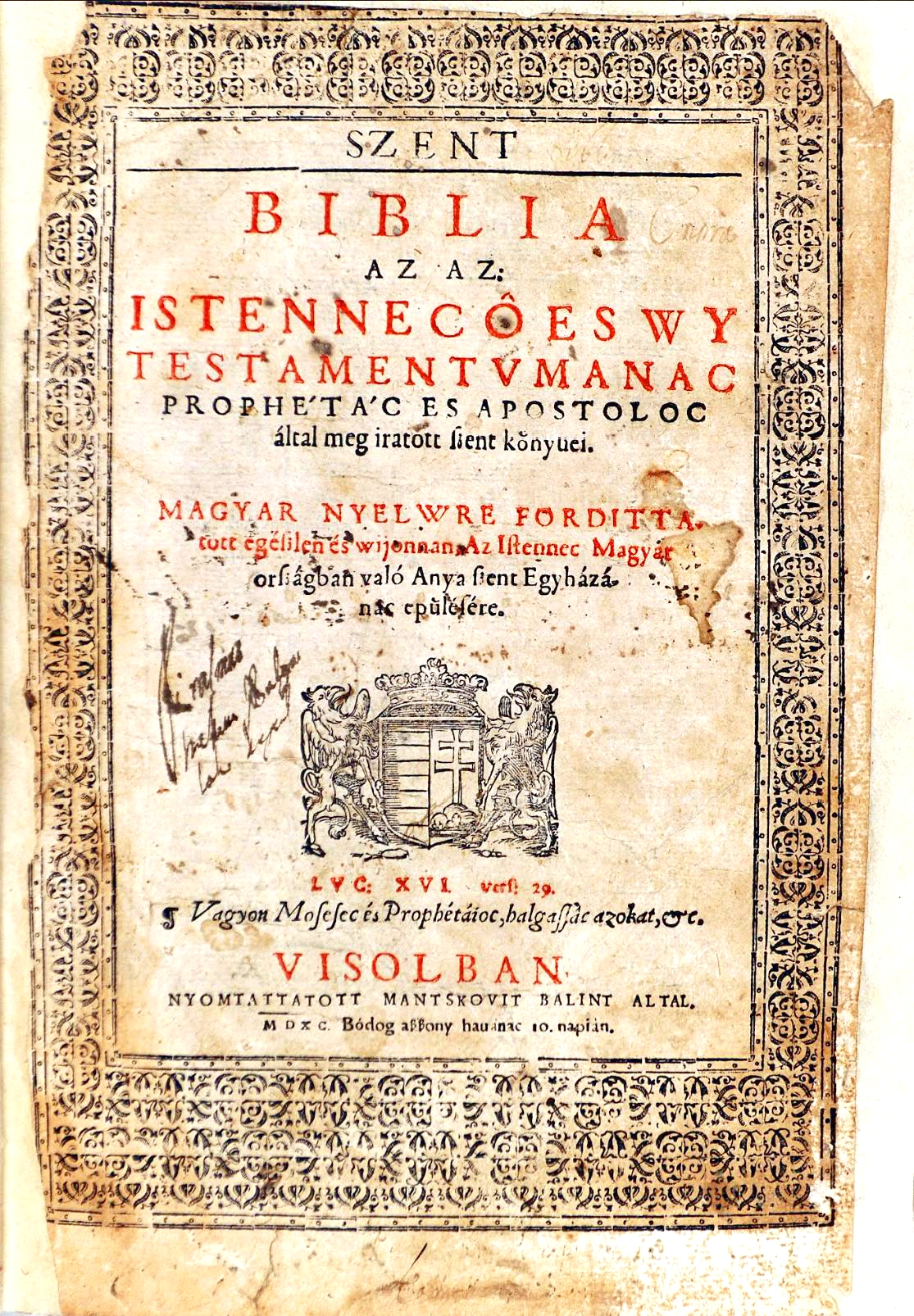
Bibel von Vizsoly

## Verkehr
Durch Vizsoly verläuft die Landstraße Nr. 3713. Der südlich des Ortes gelegene Bahnhof Korlát-Vizsoly ist angebunden an die Eisenbahnstrecke von Abaújszántó nach Hidasnémeti.